# Waldersbach
Waldersbach település Franciaországban, Bas-Rhin megyében. Lakosainak száma 120 fő (2022. január 1.). Waldersbach Bellefosse, Belmont, Blancherupt, Fouday, Neuviller-la-Roche, Solbach és Wildersbach községekkel határos.

## Népesség
A település népessége az elmúlt években az alábbi módon változott:
| Lakosok száma | 148  | 136  | 131  | 131  | 129  | 129  | 126  | 123  | 120  |
|               | 2013 | 2015 | 2016 | 2017 | 2018 | 2019 | 2020 | 2021 | 2022 |